# Herman van Swanevelt

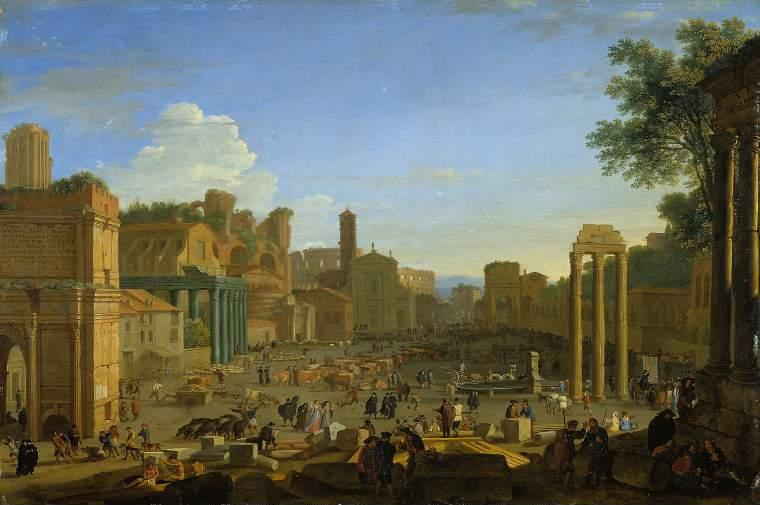
Vista de Campo Vaccino, en el antiguo Foro romano (1631; Fitzwilliam Museum de Cambridge).

Herman van Swanevelt, apodado El ermitaño (Woerden, hacia 1600-03-París, 1655), fue un pintor y grabador holandés de estilo barroco. Fue uno de los maestros holandeses que desarrollaron el paisaje idealizado, de influencia italiana, en la primera mitad del siglo XVII. Se le considera el enlace entre la primera generación de holandeses italianizantes (Bartholomeus Breenbergh, Cornelis van Poelenburgh) y la segunda (Jan Both, Nicolaes Berchem).

## Biografía
Nació en  Woerden; la fecha exacta se desconoce pero se sitúa hacia 1600-03. Se formó en Utrecht, presumiblemente con Abraham Bloemaert, y después se trasladó a París, donde consta su presencia desde 1623. Se estableció en Roma en 1629 y fue miembro del grupo Bentveughels (pájaros de una pluma), sociedad de pintores flamencos y holandeses de la ciudad.
Aunque dicen que Van Swanevelt vivió en la misma casa de Claudio de Lorena (cuya influencia en él es determinante), ganó fama de ser un hombre de costumbres solitarias, que le llevaron a ser apodado Eremiet (ermitaño) por sus colegas. Se cuenta que en lugar de divertirse en tabernas como hacían otros artistas holandeses, salía al campo a tomar apuntes para sus cuadros.
La producción de Swanevelt se centra en el paisaje, dentro de los parámetros generales del estilo clasicista: composición centrada y ordenada, preferencia por la luz de atardecer, e inclusión de figuras humanas a escala muy reducida. Se cree que en algunos aspectos se anticipó a Claudio de Lorena. Su faceta como grabador es importante; se han catalogado 116 planchas. 
Hacia 1638-41 participó, junto con Poussin, Jan Both, Claudio de Lorena, Gaspard Dughet y otros, en una extensa serie de paisajes para el Palacio del Buen Retiro de Madrid. Diez de sus paisajes se conservan en el Museo del Prado, varios de ellos antes atribuidos a Both. Swanevelt recibió también encargos de la poderosa familia Barberini, de la que procedía el papa Urbano VII, lo que propició que también trabajase para la Santa Sede.
En 1641, Swanevelt abandonó Roma (acaso por miedo a la Inquisición) y se estableció nuevamente en París, donde tendría clientes como el Cardenal Richelieu y el joven Luis XIV. Viajó brevemente a Florencia y a Holanda, regresando de forma definitiva a París en 1643. Al año siguiente fue nombrado «pintor ordinario del rey» y dejó de pintar grandes paisajes para volcarse en óleos de pequeño formato para gabinetes. Por poco tiempo, pues luego se especializó en el grabado al aguafuerte, lo que le permitió amasar una estimable fortuna. También participó en la decoración del Hôtel Lambert, uno de los principales palacios parisinos.
Ingresó en la Academia Real de Pintura y Escultura de París en 1653. 
Sus paisajes denotan una gran habilidad de composición, pero carecen a menudo de vivacidad y color. Dotado de gran fecundidad, hay obras suyas en muchos museos de Europa: Paisaje montañoso (Museo del Prado), Orillas de un río (Museo de Bellas Artes de Budapest), Puesta de sol en Italia (Amiens), Paisaje con figuras (Burdeos), Paisaje (Louvre), Paisaje con la Sagrada Familia (Bremen), Jacobo y el ángel (Hamburgo), Rapto de Adonis (Roma), Paisaje clásico (Glasgow), Diana y Endimión (Nápoles).
Produjo grabados de paisajes (que contribuyeron a difundir su estilo) así como una serie sobre animales. Algunas fuentes la fechan hacia 1650, aunque otras la creen de una década antes.